# Ove Guldberg
 Der er flere personer med dette navn, se Ove Høegh-Guldberg (flertydig).
Ove Guldberg (2. december 1918 i Nysted – 28. februar 2008), var en dansk politiker og minister.
Han blev cand.polyt. 1942 og cand. jur. 1949. Direktør for Foreningen af rådgivende Ingeniører 1957-1968.
Oprindeligt tilhørte han Det konservative Folkeparti og var for dette opstillet til Folketinget. Fra 1963 var han opstillet for Venstre og medlem af Folketinget 1964-77.
I regeringen Hilmar Baunsgaard 1968-71 var han trafikminister og i regeringen Poul Hartling udenrigsminister 1973-75.
Hans sortie fra dansk politik var ikke så glorværdig, og vel også noget bitter, idet det gav en del ubehagelig omtale, at han havde fået rejserefusion fra Europaparlamentet, mens han som bestyrelsesmedlem i SAS-koncernen havde fløjet gratis.
Siden førte han uden succes retssager mod Danmark, dels om valgret ved folketingsvalg for udlandsdanskere, dels om statens beskatningsret af ministerpensionen for en minister, der er bosat i udlandet.
Han var Kommandør af Dannebrog.